# Lutgarde Pairon
Lutgarde Pairon (1 juni 1950) is een Vlaamse actrice.
Als acteur speelde ze jarenlang in een aantal producties van het Koninklijk Jeugdtheater te Antwerpen. Met SteM bracht ze de theatermonoloog Een dienstmeisje vertelt....
Haar bekendste televisierollen zijn die van in Lili en Marleen (Stanske) en Hallo België (Mariette). Ze speelde gastrollen in Samson en Gert (mevrouw Kneutjens), Spoed, Verschoten & Zoon (Kandidaat-secretaresse in 2003, Marie-Jeanne in 2005), Zone Stad (directrice van het rusthuis) en Mega Mindy (bestolen rijke dame). In 2011 speelde ze een gastrol in F.C. De Kampioenen als Kaat.